# Ко Ги Хён
Ко Ги Хён (кор. 고기현; англ. Ko Gi-Hyun род. 11 мая 1986 года в Сеуле) — корейская шорт-трекистка. Олимпийская чемпионка и серебряный призёр Олимпийских игр 2002 года, Двукратная чемпионка мира 2002 и 2004 годов в эстафете, трёхкратная чемпионка мира по шорт-треку среди команд 2002, 2003 и 2004 годов.

## Биография
Ко Ги Хён начала кататься в 1991 году, в возрасте 5-ти лет, когда отправилась на каток со своей семьей. Она начала тренироваться на ледовом катке Мокдонг рядом с её домом, участвуя в внутришкольных соревнованиях по скоростному катанию, организованных дочерней начальной школой Хондэ, где учился её двухлетний брат. 
С первого года обучения в начальной школе педагогического колледжа Университета Хонгик, она присоединилась к команде, в которой тренировались высококлассные игроки, и начала карьеру полноценного спортсмена. Уже через год участвовала в национальных соревнованиях. Семья, начала поддерживать Ко Ги Хён, когда она обнаружила свой талант. 
Её отец был занят в должности руководителя компании по ценным бумагам, работая по буднями и выходными. Вместо него начала кататься мама, они с дочкой каждый день ходили на тренировки вместе. После Ко поступила в престижную среднюю школу Мокиль по шорт-треку. Она была выбрана в национальную юниорскую сборную в 14 лет, заняв первое место в соревнованиях по подготовке к чемпионату мира среди юниоров. 
В январе 2001 года на юниорском чемпионате мира в Варшаве выиграла золотую медаль в беге на 1000 метров и в эстафете и заняла второе место в общем зачёте. В феврале завоевала бронзу в беге на 1000 м на зимней Универсиаде в Закопане. 
Осенью на Кубке мира в Китае заняла перове общее место, в Японии второе, а в Канаде на третьем этапе стала третьей в общем зачёте. В 15 лет, когда Ко училась в младших классах средней школы её пригласили участвовать в Олимпийских играх в Солт-Лейк-Сити. 
В первый день 13 февраля на дистанции 1500 метров ожидалась борьба между многократной чемпионкой мира китаянкой Ян Ян (A) и победительницей первых двух этапов кубка мира того года Ко Ги Хён, в финал также вышли кореянка Чхве Ын Гён, которая в полуфинале установила новый мировой рекорд 2:21.069 сек. и болгарка Евгения Раданова. 
Ко уверенно победила и стала самой юной чемпионкой Олимпиад в Южной Корее и второй в мире после американской фигуристки Тары Липински, которой было всего 14 лет, когда стала Олимпийской чемпионкой. На дистанции 1000 метров Ко стала второй после рекордсменки мира на этой дистанции Ян Ян (A).
В тот же год на мировом первенстве в Монреале Ко Ги Хён выиграла серебряные медали на дистанциях 1000 и 1500 метров и выиграла серебро в абсолютном зачёте.
С 2002 по 2004 года она выиграла с командой 3 чемпионата мира среди команд в Милуоки, Софии и Санкт-Петербурге.

## Карьера в оргкомитете
Из-за разных травм она не смогла продолжать и закончила карьеру спортсменки. В 2002 году Ко стала лауреатом спортивной Корейской премии Министерства культуры и туризма Республики Корея, а в октябре получила спортивную медаль от правительства Кореи. Потом поступила в Университет Ёнсе на факультет физического воспитания, а после уехала учиться за границу на спортивного администратора. Она была спортивным менеджером по шорт-треку на зимних специальных Олимпийских играх в Пхенчхане в 2013 году. 
Ко Ги Хён работала в оргкомитете зимних Паралимпийских и Олимпийских игр в Пчёнхане в 2018 году, а также являлась международным судьёй ISU по шорт-треку. В сентябре 2020 года она была избрана членом оргкомитета зимних юношеских Олимпийских игр 2024 года в Канвондо, а 16 февраля 2021 года она назначена директором Федерации конькобежного спорта Кореи.